# De munitionibus castrorum
De munitionibus castrorum (Sur les fortifications des camps armés ou Des fortifications du camp) est un traité militaire romain en latin décrivant la disposition des troupes d'une vaste armée à l'intérieur d'un camp.

## Présentation

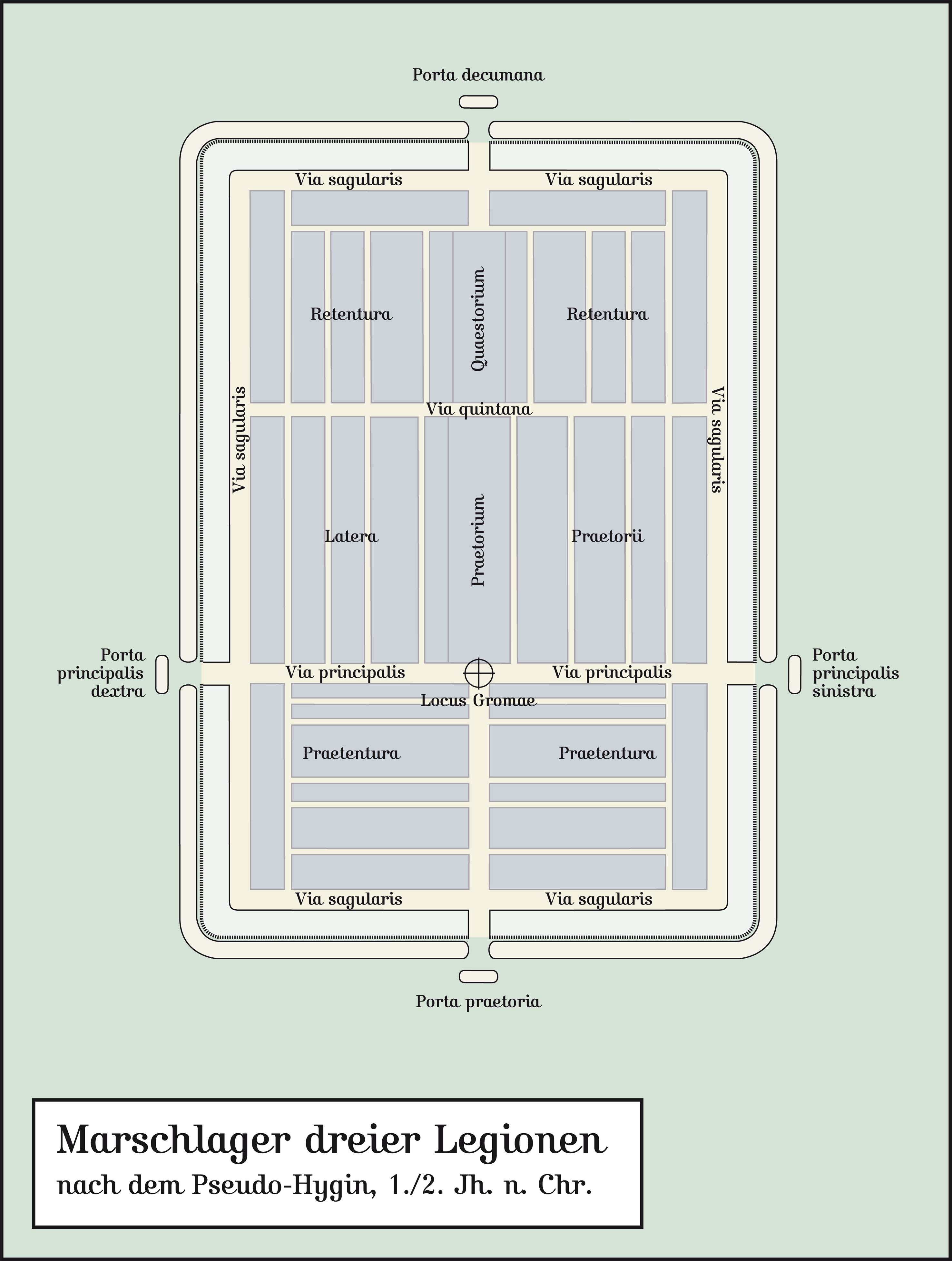
Schéma d'un camp romain selon les indications du traité.

L'ouvrage traite des dispositions des troupes, des manières de tracer les voies du camp et de savoir où les établir. Le traité est mutilé à son commencement et sa conclusion.
Le titre qu'on lui attribue, selon la tradition historique, n'est pas authentique, il provient d'un copiste ayant nommé un manuscrit de la bibliothèque vaticane au XVIe siècle. D'autant que stricto sensu, les fortifications du camp ne sont traitées que dans le dernier quart de l'ouvrage. D'où le titre proposé par la collection Teubner, De metatione castrorum, la Metatio étant la mesure et la division du terrain (dans le cas militaire, la castramétation), ce à quoi est consacré la plus grande partie du texte. De munitionibus castrorum est publié à l'époque médiévale dans le Corpus Agrimensorum Romanorum et dans des compilations militaires. Treize manuscrits nous parvinrent, avec de nombreuses corrections et altérations d'érudits.
L'auteur est inconnu, des manuscrits donnent le nom d'Hygin. On connaît Hygin le Gromatique. Ce dernier fut longtemps confondu avec Caius Julius Hyginus. Il s'agit de deux arpenteurs ayant surtout écrit pour le domaine civil. Les analyses stylistiques ne donnent pas de concordances avec les deux Hygin connus, d'où le surnom qu'on donne à l'auteur du traité des camps, le « Pseudo-Hygin ». L'auteur emprunte beaucoup, c'est probablement un arpenteur militaire, utilise des manuels militaires mais en même temps clame que sa présentation est originale, de même que le vocabulaire exprimé.
La datation est controversée, les indices temporels sont minces, on compare les données selon les connaissances historiques de l'armée romaine et sur la validité des termes techniques présents. Les différentes hypothèses vont du IIe siècle au IVe siècle. Le commentaire de l'édition Budé, reprenant les éditeurs Domaszewski et Lange, défend la thèse de l'écriture durant le règne de Trajan, soit le début du IIe siècle, à travers un faisceau d'indices : les cohortes prétoriennes sont au nombre de 600, le millier n'est atteint qu'au IIIe siècle, les entrées des camps, en forme de clé, les clauicula, sont archéologiquement attestées jusqu'au milieu du IIe, le manipule n'est pas présent, les ailes militaires sont réorganisées sous Trajan. Les nationes et numeri sont abordées, les troupes étrangères étaient en cours de formation sous Trajan mais le terme technique n'était pas encore fixé. Mais surtout par l'utilisation de termes spécifiques à cette époque : Metator, Veredarii ou Classici (souvent employé par Tacite pour les soldats de la marine). De plus, le Pseudo-Hygin emploie Uexillari et Epibta qui sont progressivement remplacés sous Hadrien, respectivement par Uexillatio et Dromedarius. La difficulté est que l'armée fut largement réorganisée voire refondue sous Trajan (la constitutio Traiani selon Végèce), l'ouvrage en fut contemporain selon les indications.
Néanmoins, le savant Antonino Grillone, responsable de l'édition Teubner et ayant consacré une étude détaillée Gromatica militare, réfute cette thèse et suggère une publication au début du IIIe siècle, par l'utilisation des termes papilio, praetentura, retentura et prouinciales et que le terminus post quem date d'Hadrien avec la division des cohortes en centuries.

## Éditions
- (de) Hygini Gromatici liber de munitionibus castrorum, éd. et trad. Alfred von Domaszewski, Leipzig, 1879.Réimprimé en 1972, inclut le texte complet avec apparat critique et des études de Domaszewski sur l'ouvrage.
- Corpus Agrimensorum Romanorum. (Codices Graeci et Latini photograpice depicti XXII) éd. A. W. Sijthof. Lugduni Batavorum, 1970.Inclut un fac-simile du Codex Arcerianus, qui contient De munitionibus castrorum.
- Antonino Grillone, De metatione castrorum liber, éd. Teubner, 1977
- Pseudo-Hygin (trad. Maurice Lenoir), Des fortifications du camp, Paris, Les Belles Lettres, coll. « Collection des universités de France « Budé », série latine », 1979 (ISBN 2-251-11100-X). .

- (en) Polybius and Pseudo-Hyginus: The Fortification of the Roman Camp, éd. et trad. M.C.J. Miller et J.G. DeVoto, Ares Publishers, Chicago, 1994  (ISBN 0890055181).
- (en) Alan Richardson, Theoretical Aspects of Roman Camp and Fort Design (BAR, 2004)  (ISBN 1-84171-390-2).Inclut une traduction anglaise du De munitionibus castrorum par Ian A. Richmond, datant de 1925 mais restée longtemps inédite.
- Antonino Grillone, Gromatica militare : lo ps. Igino. Prefazione, testo, traduzione e commento, vol. 339, Bruxelles, coll. « Latomus », 2012, 268 p.

## Annexe
- Armée romaine, camp romain, castramétation
- Epitoma rei militaris, autre traité militaire romain fameux de Végèce